# Guerre des clones
Batailles
- Géonosis I
- Géonosis II
- Coruscant
- Ordre 66

La guerre des clones est un événement de la saga cinématographique Star Wars. Il s'agit d'une guerre de sécession qui oppose la République galactique à la Confédération des systèmes indépendants (CSI). Cette guerre se caractérise par l'utilisation massive de soldats clones par la République, d'où le nom du conflit.
La guerre résulte d'une crise séparatiste longue de dix ans, ayant débuté dans La Menace fantôme. Palpatine, chancelier suprême de la République galactique et secrètement seigneur Sith, déclenche la crise par l'intermédiaire de son apprenti, le comte Dooku.
La guerre débute avec la bataille de Géonosis, en 22 av. BY, puis, les deux camps remportant d'importantes victoires sur l'autre, elle s'étend à l'ensemble de la Galaxie. Au début de la guerre, les deux parties ont du mal à contrôler les principales routes hyperspatiales pour se doter d'un avantage stratégique. Pour régler ce problème, le chevalier Jedi Anakin Skywalker et sa padawan Ahsoka Tano parviennent à conclure une alliance avec le Cartel hutt, qui contrôle une vaste zone de la Galaxie.
La guerre s'achève en 19 av. BY à la suite de la bataille de Coruscant, marquée par la tentative d'enlèvement de Palpatine. Durant cette bataille, puis celle d'Utapau et enfin le massacre de Mustafar, les dirigeants séparatistes sont tués. Dans le même temps, Palpatine lance la purge Jedi, en exterminant la majorité des Jedi lors de l'ordre 66. Il proclame l'Empire galactique et met fin à la guerre.
La guerre des clones est au centre de deux films de la prélogie Star Wars, L'Attaque des clones et La Revanche des Sith, ainsi que du film d'animation The Clone Wars. Elle est également décrite dans les séries télévisées The Clone Wars, The Bad Batch, et sous forme de flashbacks dans The Mandalorian et Le Livre de Boba Fett, ainsi que plusieurs romans et bandes dessinées.

## Univers

Un sabre laser bleu, arme des Jedi et un sabre laser rouge, arme des Sith.

L'univers de Star Wars se déroule dans une galaxie habitée par des humains et de nombreuses espèces extraterrestres. Elle est le théâtre d'affrontements entre les chevaliers Jedi et les seigneurs noirs des Sith, personnes sensibles à la Force, un champ énergétique mystérieux leur procurant des pouvoirs psychiques. Les Jedi maîtrisent le côté lumineux de la Force, pouvoir bénéfique et défensif, pour maintenir la paix dans la galaxie. Les Sith utilisent le côté obscur, pouvoir nuisible et destructeur, pour leurs usages personnels et pour dominer la galaxie.
Depuis le rachat de la société Lucasfilm par la Walt Disney Company, il existe deux univers Star Wars : le « Légendes » et l'« Officiel ». Ils ont pour point commun les six premiers films et la série télévisée The Clone Wars. L'univers Légendes reprend en plus les histoires complémentaires présentées dans des livres, des bandes dessinées, des téléfilms ou des jeux sortis avant 2014. L'univers Officiel reprend, lui, les histoires des films et des autres supports parus depuis 2014,.

## Contexte
Au fil de l'ère de la Haute République, le territoire de la République galactique s'élargit progressivement dans la Bordure extérieure. Les routes des territoires récemment conquis ne sont alors pas taxées, ce qui permet à des acteurs privés de prospérer. Parmi eux, la Fédération du commerce, conglomérat originaire de Neimodia, devient l'une des plus puissantes entreprises de la Galaxie[réf. nécessaire].
Le Sith clandestin Dark Sidious réussit ensuite à manipuler les dirigeants de la Fédération du commerce afin de les amener à lancer une invasion de la planète Naboo qui échoue et inclut la mort de Dark Maul, l'apprenti de Dark Sidious. Toutefois, à la suite de cette défaite, la Fédération du commerce se rapproche du comte Dooku, qui remplace Dark Maul en apprenti Sith, alors qu'une forte opposition à la République croît.

## Prélude
En 32 av. BY, le Jedi Sifo-Dyas demande secrètement aux kaminoens de produire une armée clone au nom de la République galactique. Peu après, Sifo-Dyas meurt, et un certain Tyranus prend en charge le projet. Il engage alors le chasseur de primes Jango Fett en modèle pour la production des clones. Dans le même temps, la planète Kamino disparaît des archives gardées au temple Jedi.
En 24 av. BY, le comte Dooku se rend sur la planète Raxus Prime, dont la population s'oppose fortement à la République galactique. Il souhaite alors, à l'aide de soutiens comme celui de Raxus, réformer la politique républicaine, mais, sachant que la bureaucratie sénatoriale ralentirait une réformation, il décide plutôt de former un mouvement séparatiste. En parallèle, Dooku se rapproche des principales puissances économiques privées de la Galaxie. En deux ans, des milliers de systèmes choisissent de faire sécession avec la République afin de rejoindre cette nouvellement créée Confédération des systèmes indépendants.
En 22 av. BY, la sénatrice de Naboo, Padmé Amidala, jusque là reine de Naboo, s'oppose à la loi de Création militaire, que plusieurs sénateurs souhaitent adopter face à la montée en puissance des séparatistes. Elle se rend alors à Coruscant pour tenter de convaincre de chercher plutôt une solution pacifique. Elle est alors victime de deux tentatives d'assassinat.
L'apprenti Jedi Anakin Skywalker est alors chargé de s'assurer de sa protection alors qu'elle se rend sur sa planète natale, quittant Coruscant où elle se trouve en danger. Pendant ce temps, le Jedi Obi-Wan Kenobi enquête à la recherche de celui qui a essayé d'assassiner la sénatrice. Sa piste le mène à Kamino, où il découvre l'armée clone basée sur Jango Fett et comprend que ce dernier est derrière les deux tentatives d'assassinat. Jango et son fils adoptif, Boba, parviennent à s'enfuir, mais Obi-Wan les poursuit.

## Localisations

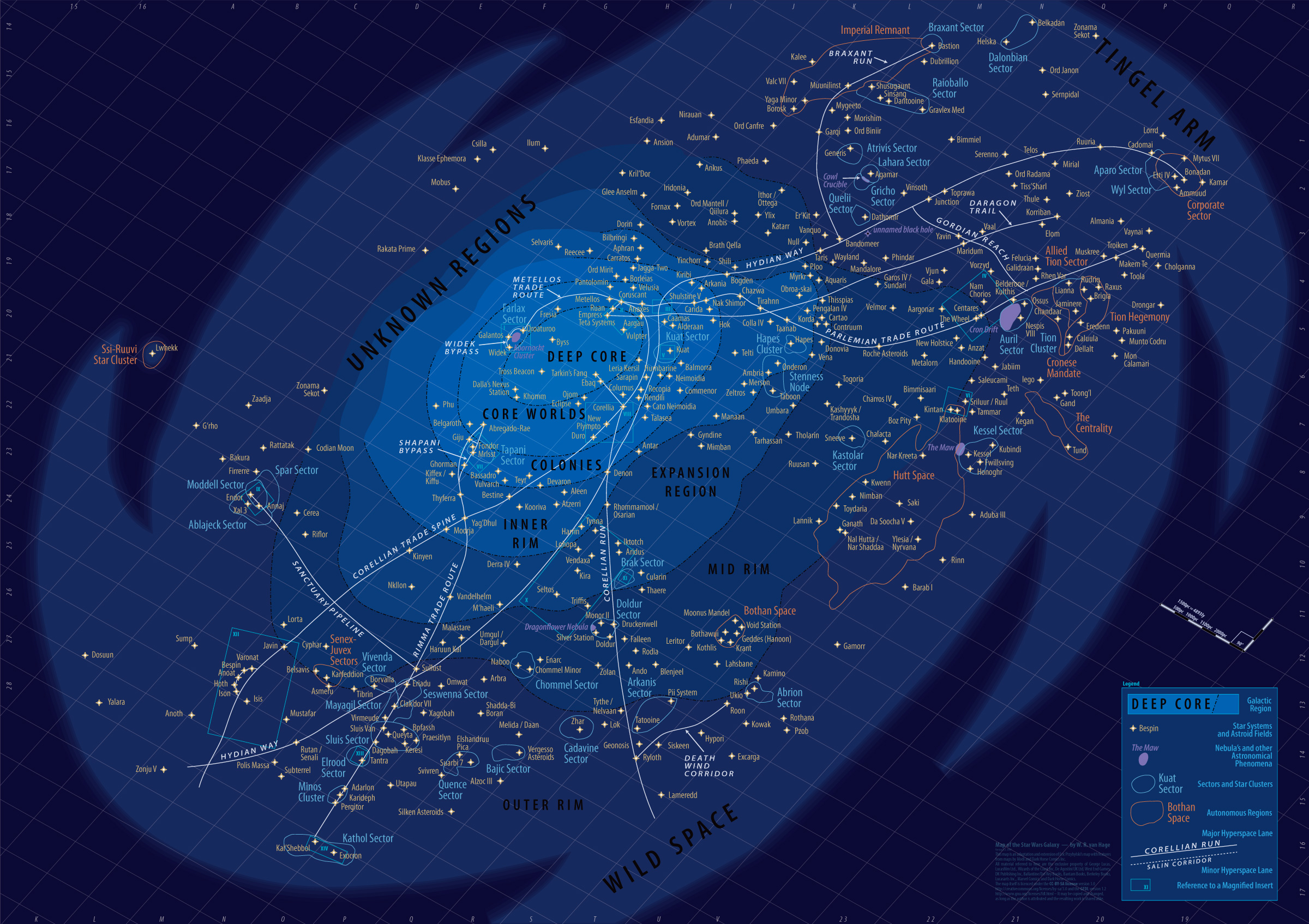
La guerre des clones se caractérise par des fronts partout dans la Galaxie.

La guerre des clones se déroule dans toute la Galaxie, notamment en Bordure extérieure, où se situent les frontières entre la République galactique et la Confédération des systèmes indépendants. Plusieurs des batailles qui ont lieu dans cette zone-ci de la Galaxie sont regroupées dans une seule campagne et sont ainsi appelées « sièges de la Bordure extérieure », ayant lieu lors de la dernière année de la guerre.

## Forces en présences

### Côté Républicain

#### Ordre Jedi

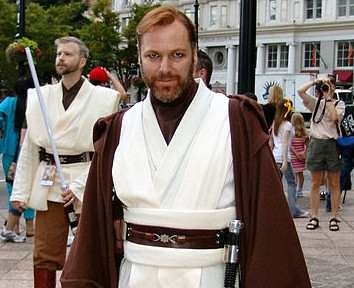
Cosplay d'Obi-Wan Kenobi, tel qu'il est habillé à la fin de la guerre des clones durant La Revanche des Sith.

Les milliers de Jedi à travers la Galaxie sont très sollicités durant la guerre des clones. Quoiqu'ils ne soient pas censés se battre mais faire en sorte que la Galaxie vive en paix, ils sont déployés dès le commencement de la guerre sur Géonosis, avant même l'arrivée de l'armée clone. Durant les nombreuses batailles qui suivent, ils commandent les clones à travers les champs de bataille face à l'armée séparatiste. En effet, tous les Jedi ayant décidé de combattre au nom de la République durant ce conflit obtiennent le grade de général,.

#### Infanterie
L'infanterie républicaine est constituée principalement par les soldats clones. Ceux-ci sont conçus à partir des gènes du chasseur de primes Jango Fett. Ils se ressemblent fortement entre eux, possédant les mêmes capacités en endurance et en réflexion, étant en outre entraînés pour ne pas craindre l'ennemi.
Il existe divers types de soldats clones, en fonction de leur armure. Les premiers possèdent une armure de phase I, mais, avec l'expérience des batailles, le modèle est amélioré en phase II, plus confortable et plus résistante que la version originale. En outre, l'armure se décline en plusieurs formes pour permettre la confrontation dans n'importe quel environnement à travers la Galaxie. Parmi celles-ci, il existe des uniformes de pilotes, d'engins terrestres ou spatiaux, ainsi que l'armure de la Marine galactique, adaptée à divers environnements, voire celle des soldats des marais, conçue pour se camoufler et permettre un déplacement optimal en milieu boueux.
Trois millions de soldats clones participent à la guerre des clones, dont 200 000 dès la bataille de Géonosis. À ces effectifs, on peut rajouter les nombreux soldat et miliciens des mondes républicains ou alliés de la République, telle que la Résistance du général Syndulla.

#### Véhicules
En combat terrestre, la République utilise principalement des véhicules sur pattes appelés marcheurs. Par exemple, le transport de reconnaissance tout-terrain est bipède et ne peut porter qu'un seul pilote,. La nacelle d'attaque tout-terrain, à trois pattes, est axée sur l'attaque. Le transport ouvert tout-terrain, à huit pattes, permet la reconnaissance. Bien que deux fois plus grand que le TO-TT, le renfort tactique tout-terrain ne se déplace que sur six pattes,,.
D'autres véhicules terrestres sont employés. L'artillerie lourde autopropulsée à turbolaser, avec 140,2 m de long, possède un canon d'artillerie. Le Juggernaut HAVw A6, peut contenir jusqu'à 300 soldats,. La plateforme de soutien de l'infanterie n'est quant à elle utilisée que sur les terrains marécageux,.
En combat aérien, la canonnière de la République permet de déplacer une trentaine de soldats mais est peu armée, ce qui la force à éviter à tout prix l'ennemi,,. La motojet BARC sert quant à elle en faible altitude,.
Dans l'espace, les Jedi utilisent des intercepteurs Jedi Eta-2 de classe Actis, d'une accélération maximale de 5 200 g ou des chasseurs Jedi Delta-7 de classe Aethersprite, d'une accélération maximale de 5 000 g,,,. Les autres chasseurs utilisés par les forces de la République sont l'ARC-170, à deux pilotes et un cannonier, les Y-wing et V-wing, à un pilote, et le V-19 Torrent,,,,,,,.
La République déploie divers types de croiseurs pour transporter ses troupes et commander lors d'affrontements spatiaux. La corvette de classe Consulaire n'accueille que seize passagers,. Le vaisseau d'assaut de classe Acclamator peut contenir jusqu'à 16 000 soldats pour 700 membres d'équipage,. Le croiseur Jedi léger de classe Arquitens est principalement employé pour le commandement. Le croiseur d'attaque de classe Venator contient seulement 2 000 soldats pour un équipage de 7 400 membres,,.

### Côté Séparatiste

#### Adeptes de la Force

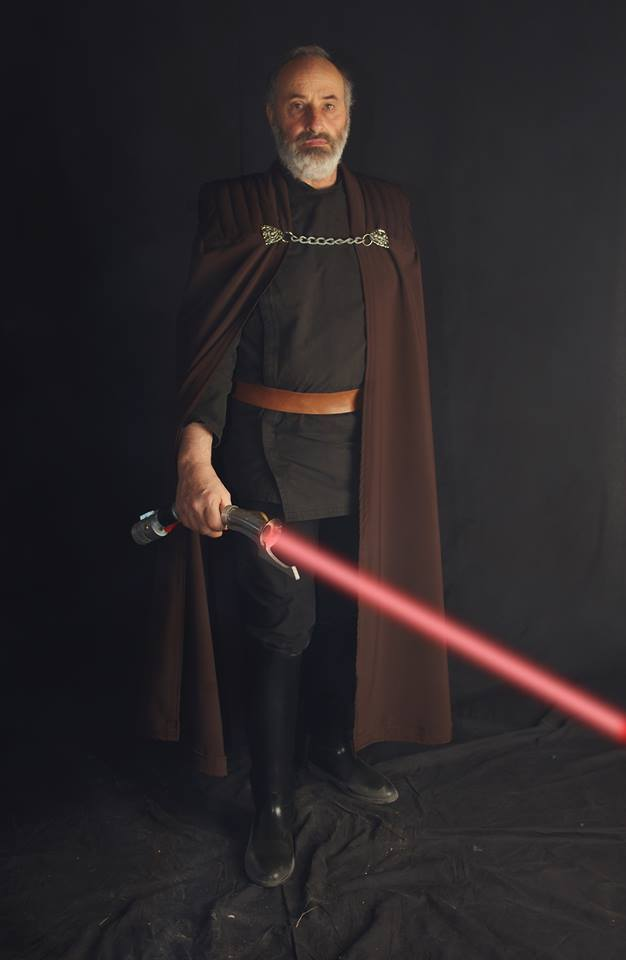
Cosplay du Comte Dooku.

La Confédération des systèmes indépendants est dirigée par le comte Dooku, un Sith apprenti de Dark Sidious. Ancien Jedi, Dooku est un membre notable de l'aristocratie de Serenno. Il ne se fait pas appeler par son nom de Sith Dark Tyranus afin de garder son titre de noble de Serenno et d'héritier de la fortune de sa très puissante famille.
Asajj Ventress, une dathomirienne, combat avec deux sabres laser à lame rouge. Auparavant Jedi, elle est du temps de la guerre des clones apprentie du comte Dooku, jusqu'à ce que ce dernier tente de l'assassiner et qu'elle quitte la guerre pour retrouver les Sœurs de la nuit.

#### Infanterie
La CSI utilise une infanterie intégralement robotisée, grâce à son contrôle total sur son fournissement en droïdes de combat. En effet, ces derniers sont produits dans un premier temps dans les usines de Géonosis, planète alliée aux séparatistes, par Baktoïd, filiale du Techno-Syndicat aussi membre de la CSI, et achetés principalement par la Fédération du commerce, aussi membre. Ainsi, l'armée séparatiste comporte principalement des droïdes de combat B1, modèle standard, ainsi que des super-droïdes de combat B2 et des droïdekas, type de droïde plus performant.
L'armée séparatiste comporte un quadrillion de droïdes de combat. Cela signifie que les forces d'infanterie de la CSI sont environ 300 millions de fois plus nombreuses que celles de la République. En plus de ces effectifs déjà faramineux, il convient de rajouter les forces locales des mondes séparatistes, ainsi que les milices ralliées à la cause séparatiste comme la Deathwatch ou les Quarrens de Mon Cala.

#### Véhicules
L'armée séparatiste est principalement composée de véhicules automatisés. Plusieurs modèles prennent la forme d'un grand droïde monté sur plusieurs pattes. Le plus petit d'entre eux, le droïde crabe, comporte des canons à eau et se déplace à six pattes. Sur trois pattes, le droïde araignée nain, mesurant 1,98 m de haut, est équipé de capteurs qui permettent une vision nocturne et d'un canon blaster lourd à la forme assimilable à un nez. Le droïde octuptarra est formé sur une sphère au-dessus de quatre longues fines pattes.
Parmi les chars d'assaut de la CSI, le tank droïde de l'Alliance intercorporations, de 10 m de long, se déplace à 50 km/h. Le droïde mur de feu est plus petit, avec 6,8 m de long, et plus lent, avec une vitesse de 45 km/h. Deux autres véhicules sont cette fois commandés par une intelligence indépendante, mais il s'agit alors d'un droïde de combat : le CAB fonctionne généralement avec une dizaine de droïdes de combats et est équipé d'un canon laser lourd, et le TMT permet avec un équipage de 4 droïdes de combat d'en transporter une centaine.
Les droïdes de combat utilisent parfois un STAP, petite plateforme de mobile qui permet un déplacement rapide à basse altitude. En combat aérien, la canonnière droïde est équipé d'un armement particulièrement dense. En combat atmosphérique, le chasseur droïde vautour possède une accélération maximale atteignant 3 900 g.
Durant une bataille spatiale, la CSI envoie des escadrons de chasseurs tridroïdes et ainsi des vibrodroïdes équipés des outils nécessaires pour détruire une machine. La flotte est dirigée par un vaisseau amiral. Il s'agit souvent d'un vaisseau amiral droïde, formé en anneau avec une sphère centrale qui peut s'en détacher. Ce type de vaisseau peut contenir jusqu'à 1 500 chasseurs droïdes et 100 000 passagers. Il peut également s'agir d'un destroyer stellaire de classe Providence, qui lui est — contrairement à un vaisseau amiral droide — entièrement dédié au combat. Outre les vaisseaux amiraux, on retrouve également dans les flottes séparatistes des vaisseaux comme la frégate stellaire de classe Munificent, vaisseau d'escorte qui est en plus un véritable relais holonet mobile; ou encore le destroyer stellaire léger de classe Recusant, très économique et facile à remplacer.

## Déroulement

Représentation simplifiée de l'évolution de la géopolitique galactique durant la guerre des clones (ère de la République, phase de la guerre, phase de la guerre, naissance de l'Empire.

### Univers officiel

#### Première bataille de Géonosis
En 22 av. BY, le chevalier Jedi Obi-Wan Kenobi, traquant le chasseur de primes Jango Fett, découvre sur la planète Géonosis l'étendue des installations séparatistes et en informe le conseil des Jedi et son apprenti Anakin Skywalker, ce dernier étant proche de Géonosis, sur Tatooine avec Padmé Amidala,. Cependant il est découvert et capturé par les géonosiens qui le livrent au comte Dooku, qui lui explique que la République galactique est déjà sous le contrôle des Sith. Une fois arrivés sur la planète, Anakin et Padmé explorent une usine de droïde, mais sont eux aussi capturés. Tous les trois sont condamnés à mort à l'Arène de Petranaki,,,,.
Un groupe de deux cents Jedi menés par Mace Windu infiltre alors l'arène pour porter secours aux trois captifs mais doit faire face à l'armée droïde ennemie. En arrivant, Mace Windu tente d'affronter Dooku, mais il est intercepté par Jango Fett, qu'il tue alors. Les Jedi sont rapidement épaulés par les soldats clones conduits par le maître Jedi Yoda. La bataille s'étend dans les plaines désertiques au-delà de l'arène, tandis qu'un duel oppose le comte Dooku à Obi-Wan et Anakin, puis à Yoda. Dépassés, les séparatistes décident d'évacuer la planète, acceptant la défaite dans l'espoir de reprendre ultérieurement Géonosis à la République,,,,,,,.

#### Combats pour l'allégeance des hutts
Peu après la bataille de Géonosis, une autre a lieu, cette fois à Christophsis. Les Jedi Obi-Wan Kenobi et Anakin Skywalker y commandent l'armée clone face à l'armée droïde. Durant cette bataille, Anakin se voit attribuer un apprenti, Ahsoka Tano, qui permet finalement la victoire de la République à Christophsis.

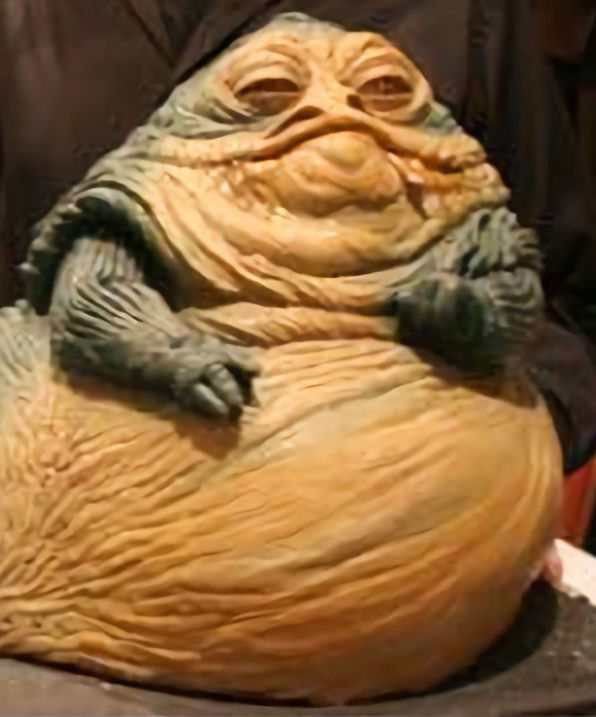
Représentation du dirigeant du Cartel hutt, Jabba.

Juste après cette bataille, les Jedi apprennent que le fils du hutt Jabba, Rotta, a été enlevé. Comme le Cartel hutt contrôle une grande partie de l'Espace hutt, la République cherche alors à conclure avec Jabba un accord de libre circulation des troupes républicaines dans l'Espace hutt. Obi-Wan, réputé pour son talent de négociateur, est alors envoyé à Tatooine discuter avec Jabba. En parallèle, le comte Dooku tente aussi de négocier avec le hutt.
Il s'avère que Ziro, l'oncle de Jabba, a travaillé en collaboration avec Dooku pour enlever Rotta. Le stratagème est déjoué par les Jedi, et se retourne contre ses organisateurs, Ziro notamment. C'est une victoire républicaine,.

#### Conflits pour d'autres contrôles stratégiques

##### 22av. BY
Une autre bataille oppose le Jedi Yoda à l'armée séparatiste à Rugosa, satellite naturel de Toydaria. Il n'est alors accompagné que de trois clones, le lieutenant Thire de la garde de Coruscant et les deux soldats Jek et Rys. Craignant la séparatiste Asajj Ventress, le roi toydarien Katuunko décide de rejoindre la République à la suite de cette bataille,.
Un vaisseau conçu par les quarrens fournit aux séparatistes un avantage considérable ; le Malveillant, nouveau vaisseau amiral du général Grievous, peut neutraliser tous les systèmes des vaisseaux ennemis afin de les détruire ensuite sans crainte de riposte. Lors d'une bataille près du centre médical républicain Kaliida Shoals, les Y-Wing de l'escadron Shadow guidés par Anakin Skywalker détruisent le Malveillant, mais Grievous parvient à s'échapper.
Plus tard, l'avant-poste de Rishi, chargé de prévenir de toute arrivée ennemie vers Kamino, est attaqué par des commandos droïdes séparatistes. Trois soldats clones inexpérimentés, Five, Echo et Hevy, défendent alors l'avant-poste avec succès.
La sénatrice de Naboo, Padmé Amidala se rend à Rodia, planète alors en crise, mais apprend la trahison du sénateur Onaconda Farr, qui la livre à Nute Gunray, séparatiste qui espère alors se venger de la défaite de la Fédération du commerce à Naboo dix ans plus tôt. Il est en revanche lui-même capturé par la République, à l'aide d'une ruse qui fait passer Jar Jar Binks pour un Jedi.
L'un des tournants les plus inattendus semble survenir quand, sur la planète Florrum, des pirates dirigés par Hondo Ohnaka capturent le comte Dooku. Il réclame alors à la République une rançon à payer en épice pour remettre le prisonnier. Anakin Skywalker et Obi-Wan Kenobi sont alors envoyés, mais Hondo est trahi par des pirates de son groupe et Dooku en profite pour s'échapper,.
Le fabricant d'armes séparatiste Lok Durd, un neimodien, conçoit pendant ce temps un défoliant capable d'exterminer les êtres organiques sans dégrader les machines. Il le teste à Maridun, où la population locale possède de fortes convictions pacifistes. Ainsi, la République doit intervenir directement pour sauver les lurmens, habitants intelligents de la planète, et empêcher l'utilisation de l'arme de Lok,.
Une autre arme contre les êtres vivants est développée, cette fois à Naboo par Nuvo Vindi, expert en guerres biologiques. Il tente alors dans un laboratoire secret de recréer le virus de l'Ombre bleue afin de lancer sa propagation à travers la planète puis l'espace républicain. Après avoir causé quelques victimes, il est arrêté par Anakin et Obi-Wan.

##### 21av. BY

###### Avant Géonosis
Les séparatistes tentent aussi de prendre le contrôle de Ryloth. En effet, Wat Tambor organise le blocus de Ryloth à l'aide de deux frégates du Clan bancaire et d'un vaisseau amiral de classe Lucrehulk, comme ceux qu'utilise la Fédération du commerce. Autoproclamé émir de Ryloth, il pille les ressources de la planète, notamment l'épice. Toutefois, l'invasion est repoussée par les twi'leks qui suivent par Cham Syndulla et le Jedi Mace Windu, accompagné du 91e corps de reconnaissance mobile dirigé par le clone Ponds,,.
L'invasion de Felucia réussit quant à elle. En effet, Anakin et Obi-Wan, qui dirigent la défense face à l'attaque séparatiste durant la première bataille de Felucia, comprennent qu'avec un nombre inférieur à celui de l'ennemi ils sont encerclés. Ils décident alors de préférer battre en retraite plutôt que d'être faits prisonniers.
La bataille de Malastare voit la première utilisation par la République d'une bombe à électroprotons, arme récemment mise au point. Cependant, cette tactique réveille un animal que personne ne pensait vivant : une bête de Zillo. Une fois le monstre neutralisé par les forces républicaines, il est amené à Coruscant sous demande de Palpatine, mais s'évade et se met à ravager Galactic City. Les Jedi réussissent à tuer la bête, non sans d'importantes pertes dans la capitale républicaine.

###### Seconde bataille de Géonosis
Géonosis devient le terrain d'une seconde bataille, qui a lieu du fait de la dispersion des troupes républicaines de la Galaxie qui cause une diminution des troupes présentes à Géonosis et offre ainsi à la CSI l'occasion de reprendre cette planète stratégique. Les Jedi Ki-Adi-Mundi, Anakin Skywalker et Ahsoka Tano sont alors envoyés récupérer Géonosis. Ahsoka et Barriss Offee, apprentis Jedi respectivement d'Anakin et de Luminara Unduli, détruisent l'usine droïde de la CSI. Dès lors, la République renforce sa présence sur la planète,,,.
Pendant cette bataille, les géonosiens utilisent des parasites pour ressusciter sous forme de zombies des géonosiens morts. Dans un vaisseau de la République, des clones et Barriss sont rapidement contaminés par ces parasites, laissant Ahsoka face à ses collègues qui se sont retournés contre elle. Finalement, elle réussit à arrêter l'épidémie. Par ailleurs, cette bataille forge une amitié entre Barriss et Ahsoka,,.
Cette victoire républicaine contraint la CSI à construire de nouvelles usines de droïdes sur d'autres planètes pour alimenter son armée. En outre, Poggle le Bref capturé, la République se lance secrètement dans un projet de construction d'une station spatiale de combat, l'Étoile de la mort. Le directeur Orson Krennic supervise alors le chantier.

###### Après Géonosis
Une autre bataille se déroule sur la planète Grange. Celle-ci amène l'ingénieur Galen Erso, un pacifiste originaire de ce monde, à douter de son choix de neutralité. Progressivement, manipulé par son ami Orson Krennic qui se sert alors de cette bataille, Galen est amené à travailler pour la République au lieu de continuer à être employé par les entreprises neutres.
Quand le général Grievous réussit à capturer le Jedi Eeth Koth, Obi-Wan Kenobi, Anakin Skywalker et Adi Galla doivent le secourir dans le système Saleucami. Après un duel contre Obi-Wan, Grievous s'enfuit vers Saleucami. Le capitaine Rex y découvre un soldat clone ayant déserté, Cut Lawquane. Le clone repousse peu après une attaque de commandos droïdes. Les séparatistes perdent la bataille de Saleucami.
Une conférence, à propos des souffrances des réfugiés en déplacement à cause de cette guerre, a lieu à Alderaan, planète opposée à la guerre avant même son commencement. La Jedi Ahsoka Tano y accompagne la sénatrice de Naboo Padmé Amidala, qu'elle sauve d'une tentative d'assassinat.
Kamino continue en parallèle de produire des clones pour la République, ce qui en fait une cible stratégique pour les séparatistes. Des vaisseaux Trident attaquent alors la ville-laboratoire de Tipoca City en sortant de la mer. Or, l'armée étant mobilisée à travers toute la Galaxie, les clones affectés à Kamino sont pour plusieurs inexpérimentés ou inaptes au combat. Cela explique que, malgré le fait que l'assaut séparatiste ait été repoussé, la bataille cause de nombreux morts du côté républicain,.

##### 20av. BY

###### Avant Mon Cala
La capture du Jedi Even Piell, qui détient alors des données sur une route hyperspatiale qui pourrait apporter un avantage stratégique considérable, et son incarcération dans la Citadelle amène la République à chercher à infiltrer cette prison de Lola Sayu perdue auparavant au profit de la CSI. les troupes du séparatiste Osi Sobeck sont ainsi vaincues par les Jedi et Even et ses officiers, parmi lesquels Wilhuff Tarkin, l'un des principaux conseillers du chancelier Palpatine, sont libérés. Le soldat clone Echo est laissé pour mort après avoir tenté d'empêcher un droïde commando d'empêcher la fuite des Jedi. Peu après, Even est mortellement blessé alors que les républicains s'évadent, mais confie l'information à Ahsoka Tano, permettant à la République de se procurer cet avantage,.

###### Bataille de Mon Cala
En parallèle du conflit galactique, la planète de Mon Cala subit la mort de son roi, le mon calamari Yos Kolina. Ce dernier est alors en réalité assassiné par le séparatiste Riff Tamson sous ordre du comte Dooku. Riff espère alors que Mon Cala passera ainsi sous le contrôle des karkarodons, son espèce.
La planète voit alors renaître une guerre civile entre les mon calamari, républicains, et les quarrens, séparatistes. Riff Tamson amène ainsi le dirigeant des quarrens, Nossor Ri, à s'allier à la CSI contre l'héritier légitime du trône de Mon Cala, le prince Lee-Char. Les soldats mon calamari, guidés par le capitaine Ackbar, doivent alors affronter leurs voisins.
La République intervient alors à Mon Cala en soutien à Lee-Char, envoyant les Jedi Anakin Skywalker, Ahsoka tano et Kit Fisto ainsi que la sénatrice Padmé Amidala. Toutefois, le croiseur républicain détruit par la CSI, les républicains dans les eaux de Mon Cala se retrouvent isolés, jusqu'à l'arrivée des forces gungans de Naboo, qui permettent finalement la victoire de la République sur Mon Cala.

###### Après Mon Cala
En terrain séparatiste cette fois, une bataille a lieu à Umbara. La 501e légion de clones, dirigée par le capitaine Rex, doit alors prendre la capitale. Toutefois, cette bataille se termine avec un très grand nombre de pertes chez les soldats clones. En effet, le général Jedi chargé de cette opération, Pong Krell, est réputé pour détenir le record du taux de pertes militaires sous sa direction le plus élevé,.
Autre crime de guerre séparatiste, la population de la planète Kiros est réduite en esclavage au profit des esclavagistes zygerriens. Les Jedi Anakin Skywalker et Obi-Wan Kenobi infiltrent alors Zygerria. Ainsi, dans le cadre de la mission, Ahsoka Tano joue temporairement en se faisant passer pour une princesse capturée le rôle d'esclave de la reine zygerrienne, pendant qu'Obi-Wan et le capitaine clone Rex sont amenés à travailler comme esclaves des zygerriens,.
Le Jedi Obi-Wan Kenobi simule sa mort afin d'ensuite prendre l'identité d'un chasseur de primes. Il cherche alors à déjouer un plan séparatiste qui vise à assassiner le chancelier suprême Palpatine. Pour cela, il s'allie à des chasseurs de primes qui auditionnent pour être engagés pour la mission d'assassinat par la CSI, et subit plusieurs épreuves de sélection, sauvant au passage de la mort des chasseurs de primes.
Le général Grievous organise un autre plan, cette fois sur Naboo. Il y amène boss Lyonie, alors dirigeant des gungans, à attaquer les humains de la ville de Theed. Grievous amène alors une armée de droïdes, le plan ayant échoué. Une fois le plan découvert, Jar Jar Binks fait croire temporairement qu'il est le boss gungan. Le capitaine gungan Tarpals se sacrifie alors afin de permettre la capture de Grievous, mais Anakin est alors prisonnier. Ces deux tournants s'annulent, un échange de prisonniers étant décidé : la CSI récupère Grievous et la République récupère Anakin,.
Un autre conflit se situe à Onderon, planète qui connaît alors un nouveau roi, lequel a décidé de s'allier aux séparatistes. Ainsi, Ahsoka y aide un groupe de résistants à renverser le gouvernement récemment installé. Pour permettre la victoire, Saw Gerrera, dirigeant de la rébellion d'Onderon, voit sa sœur se sacrifier et en est très fortement marqué.
Dans le même temps, Palpatine cache soigneusement son plan. Lorsque le soldat clone Tup, du fait d'un dysfonctionnement de sa puce inhibitrice secrète, exécute prématurément un Jedi, un autre clone, Fives, découvre le complot qui vise à permettre l'exécution d'un ordre qui retournerait les clones contre les Jedi, l'ordre 66. Palpatine fait alors en sorte qu'il ne soit pas cru en l'accusant notamment de tentative d'assassinat sur sa personne, le chancelier de la République. Seuls Anakin et Rex sont informés par Fives, mais sans croire à son affirmation de complot incluant le chancelier,.

##### 19av. BY
Lorsque Padmé Amidala disparaît à Batuu, Anakin Skywalker cherche à la retrouver. Il rencontre alors le chiss Thrawn, d'un gouvernement des Régions inconnues appelé Ascendance chiss. Ils découvrent une mine de cortosis et une base séparatiste sur Mokivj. Ils parviennent à sauver Padmé et à détruire l'établissement ennemi.

###### Bataille d'Anaxes
Lors de la bataille de Ringo Vinda, l'amiral séparatiste Trench, présumé mort depuis la bataille de Christophsis, s'avère toujours vivant. Il participe ensuite à la bataille d'Anaxes peu après et, durant cette bataille, il inflige dans un premier temps un très grand nombre de pertes à la République. Il possède alors un algorithme qui lui permet d'anticiper les stratégies ennemies.
Toutefois, le clone Echo, qui permet cette série de victoires militaires de la CSI, est retrouvé par la République. Anakin, le capitaine Rex et les clones du Bad Batch, ayant détecté un signal en provenance de Skako Minor, s'y rendent. Dans une base séparatiste, Rex et Tech, membre du Bad Batch, entrent dans une salle et y trouvent Echo, affaibli au point de tomber, tandis que les autres clones et Anakin défendent contre des droïdes de combat.
Ensuite, Anakin et une équipe de clones infiltrent le vaisseau amiral de Trench. Pendant ce temps, après un bombardement lancé par les Y-Wing de la République, les Jedi Obi-Wan Kenobi et Mace Windu attaquent la base séparatiste d'Anaxes tandis que la bataille spatiale se poursuit, jusqu'à la victoire républicaine.

#### Fin de la guerre
Les séparatistes perdent progressivement du terrain et se retrouvent limités à la Bordure de la Galaxie. Une longue campagne républicaine s'ensuit alors, durant laquelle l'avantage ne s'obtient facilement. Plusieurs mondes de la Bordure extérieure sont concernés par ces batailles simultanées, appelées « sièges de la Bordure extérieure ». Les combats semblent alors s'éterniser sans changement notable des territoires et des forces, jusqu'à la tentative d'enlèvement de Palpatine.

##### Bataille de Coruscant

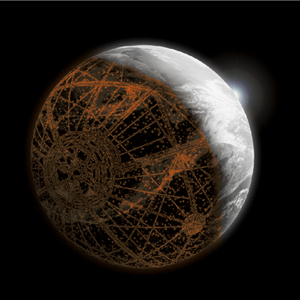
Vue d'artiste de la planète Coruscant, en orbite autour de laquelle la bataille de Coruscant a lieu.

La bataille de Coruscant survient dans ce contexte. Elle commence lorsque le général Grievous, à bord du vaisseau amiral séparatiste Main Invisible, lance sur la capitale de la République galactique une attaque éclair. Sa flotte comporte alors des centaines de croiseurs. La bataille sert alors de diversion afin de permettre à des MagnaGardes de Grievous d'enlever le chancelier suprême Palpatine. Alors que la Main Invisible attend en orbite le retour du commando, des milliers de vaisseaux républicains arrivent en défense. La bataille cause dès lors d'importants dégâts sur Galactic City chaque fois qu'une épave s'y écrase,,,.
En pleine bataille, le conseil Jedi décide de lancer un abordage de la Main Invisible par Anakin Skywalker et Obi-Wan Kenobi. Le comte Dooku s'apprête à diffuser à travers la Galaxie l'image du chancelier prisonnier en démonstration de force lorsque les deux Jedi s'interposent. Sur ordre de Palpatine, pourtant maître Sith, sous le nom de Dark Sidious, de Dooku, Anakin exécute le comte. Endommagée, la Main Invisible commence à chuter vers la surface de Coruscant tandis que Grievous s'enfuit. Anakin réussit toutefois à manier le vaisseau pour le faire atterrir en sécurité,,,.

##### Bataille d'Utapau
Les dirigeants séparatistes fuient vers Utapau. Après avoir ordonné à Grievous de délocaliser le Conseil séparatiste vers Mustafar, Palpatine fait en sorte de révéler que le Conseil séparatiste s'est rendu à Utapau. Le conseil Jedi envoie alors Obi-Wan Kenobi arrêter le général Grievous. Le Jedi atterrit à Pau City et l'administrateur Tion Medon lui explique qu'il le soutient dans la lutte contre la CSI. En effet, les séparatistes ont envahi Utapau alors que la population souhaite rester neutre,,,,.
Un duel oppose ensuite Obi-Wan à Grievous, suivi d'une course-poursuite, Obi-Wan sur un varactyl et Grievous sur moto-roue. Obi-Wan s'équipe alors de l'arme de son ennemi et l'utilise pour le frapper avant de sauter sur son véhicule. Bien qu'il semble perdre le duel, Obi-Wan attrape le blaster de Grievous et tire fatalement sur lui avec une précision obtenue par l'utilisation de la Force, avant de jeter l'arme au sol,,,,,.

##### Ordre 66 et dissolution de la Confédération des systèmes indépendants
Pendant ce temps, à Coruscant, Dark Sidious est démasqué, des Jedi apprenant qu'il s'agit de Palpatine. Quatre maître Jedi tentent alors de l'arrêter dans son bureau. Ils essaient d'abord de l'intimider, mais il récupère alors son sabre laser, caché, et se jette sur eux. Trop lent pour réagir à une attaque si brutale, le premier, Agen Kolar, est transpercé dès le début, puis Sidious poignarde le Jedi derrière lui, Saesee Tiin, qui lui aussi ne se défend pas assez vite. Un duel de quelques instants l'oppose à Kit Fisto, le quatrième, qu'il tue aussi avec facilité. Enfin, il affronte Mace Windu, qui réussit à maîtriser le Sith, jusqu'à ce qu'Anakin Skywalker arrive et, trahissant les Jedi, coupe le bras de Mace. Cela permet à Sidious d'utiliser des éclairs de Force pour lancer Mace, mort, dans les rues de Coruscant.
Juste après cette tentative d'arrestation, Sidious fait d'Anakin son apprenti Sith et lui attribue le nom de Dark Vador. Il lance la purge Jedi. Ensuite, Vador se rend au temple Jedi accompagné de la 501e légion de clones afin d'y exterminer tous les Jedi qui s'y trouvent. Pour piéger les survivants, il fait aussi diffuser un message aux Jedi hors de Coruscant dans lequel il est expliqué que la guerre est terminée et qu'ils peuvent rentrer au temple,.
Après, Dark Vador est envoyé à Mustafar par son maître. Il y exécute les dirigeants séparatistes ayant survécu jusque-là, dont notamment les chefs neimodiens de la Fédération du commerce. Il arrive alors dans la salle qui les abrite et ferme la porte en piratant les droïdes. Ignorant la pitié réclamée par ses victimes, il les tranche alors sans hésiter comme il l'a fait avec les Jedi,. Toujours du côté de la CSI, l'armée droïde est démobilisée puis désactivée.
De son côté, Dark Sidious ordonne à tous les commandants clones de la Galaxie d'exécuter l'ordre 66, c'est-à-dire de se retourner contre les Jedi et de les tuer. Il les déclare traîtres, et, le dirigeant de la République galactique que les soldats clones doivent servir est alors Palpatine : ils doivent lui obéir même si les Jedi étaient des amis. L'ordre 66 est exécuté partout à travers la Galaxie,.
Sur Cato Neimoidia, Mygeeto et Saleucami, les clones éliminent des Jedi du conseil, respectivement Plo Koon, Ki-Adi-Mundi et Stass Allie. Parmi les autres victimes de l'ordre comptent aussi par exemple Aayla Secura sur Felucia ou Depa Billaba sur Kaller. Toutefois, certains Jedi en réchappent, notamment Obi-Wan, qui tombe dans un cratère d'Utapau et fait ainsi croire temporairement à sa mort, Yoda, qui, à Kashyyyk, sent le danger et tue les clones avant de s'échapper, ou Caleb Dume, qui s'échappe alors que son maître Depa est tuée,.
Quelques autres individus y échappent, mais après avoir été ciblé par l'ordre 66 sans être des Jedi ; c'est le cas d'Ahsoka Tano, qui a alors déjà quitté l'ordre Jedi, de Maul, qui se trouve dans le même vaisseau qu'Ahsoka quand l'ordre 66 doit être exécuté, ou de Grogu, pas encore formé pour être un Jedi. Certains Jedi choisissent de rejoindre le Côté obscur et de travailler ainsi pour Dark Sidious et Dark Vador : ces derniers se font appeler inquisiteurs.
Les deux principaux survivants à l'ordre 66, Obi-Wan et Yoda, décident alors de tenter de s'occuper des deux Sith, Dark Vador et Dark Sidious. Obi-Wan affronte Dark Vador, le vainc mais ne se résigne pas à le tuer. Yoda se bat quant à lui contre Dark Sidious, mais échoue à le surmonter.

### Univers Légendes
À la suite du rachat de la société Lucasfilm par The Walt Disney Company, tous les éléments racontés dans les produits dérivés datant d'avant le 26 avril 2014, excepté The Clone Wars, ont été déclarés comme en dehors du canon et ont alors été regroupés sous l’appellation « Star Wars Légendes ».

#### 22av. BY
Dix semaines après la bataille de Géonosis, les séparatistes utilisent une arme chimique pour exterminer la colonie gungan sur Ohma-D'Un, satellite naturel de Naboo. Les Jedi enquêtent alors sur ce génocide et Obi-Wan Kenobi et Anakin Skywalker réussissent à éviter le même sort pour Naboo. Bien que la planète réussisse ainsi à être hors de danger, il faut attendre encore quelques mois pour qu'un antidote soit découvert, sur la planète Queyta.
Aux premiers mois de la guerre, l'armée du comte Dooku prend l'avant-poste républicain de Rhen Var. Il s'avère ensuite que Dooku souhaite acquérir du savoir de la tombe d'Ulic Qel-Droma, ancien Jedi, et trouver les informations nécessaires pour reconstruire une arme ancestrale, la Faucheuse noire. Anakin Skywalker et ses troupes reprennent alors Rhen Var, sans pouvoir empêcher la fuite de Dooku avec ce qu'il est venu chercher.
Toujours en 22 av. BY, le comte Dooku envoie des droïdes détruire les grottes de cristal d'Ilum, planète qu'il connaît en tant qu'ancien Jedi. Ils sont arrêtés par les Jedi Yoda, Luminara Unduli et Barriss Offee mai les dégâts causés prennent plus d'un an à disparaître.
Une guerre civile oppose quant à elle à Jabiim les colons républicains aux colons séparatistes, après la découverte de ressources minérales. L'ordre Jedi intervient alors, mais de nombreux Jedi meurent en participant au conflit local qui s'ensuit.

#### 21av. BY
Après la défaite de Jabiim, l'ordre Jedi, croyant Obi-Wan Kenobi tué durant cette bataille, envoie sur la planète Aargonar son apprenti Anakin Skywalker et le Jedi A'Sharad Hett, un tusken. Les deux ne réussissent pas à s'entendre, du fait de la haine des tuskens éprouvée par Anakin.
Les mon calamari essaient en parallèle de faire stopper la guerre. Manipulés par les séparatistes, ils lancent sous le commandement du mon calamari Merai un assaut sur Kamino afin d'arrêter la production de clones qui permet aux batailles d'avoir lieu. Toutefois, les Jedi parviennent à les arrêter et ainsi à permettre à la guerre des clones de se prolonger.
Le comte Dooku tente aussi d'envahir la planète Dantooine. Cette attaque est aussi repoussée, par le Jedi Mace Windu.

#### 20av. BY
Une bataille a ensuite lieu à Haruun Kal. Le Jedi Mace Windu y dirige l'armée clone face aux séparatistes. Il y est notamment secondé par le clone Seven-One. La République gagne cette bataille.
Par ailleurs, le général Grievous lance un assaut sur Gentes et son satellite naturel Belsus, deux mondes industriels notables de la République. Cette attaque réussie fait fortement diminuer la population de ce système.
Les séparatistes essaient en outre de s'attaquer à un monde du Noyau, Duro, comme de nombreux autres groupes d'envergure galactique auparavant dans l'histoire de la planète.
La même année, un vaisseau séparatiste, le Gahenna, est vaincu par un croiseur républicain et s'écrase sur Honoghr. Il y utilise du triexalon, une arme chimique qui, malgré l'intervention de la Jedi Aayla Secura, finit par empoisonner la planète et la rendre invivable.

#### 19av. BY
Les séparatistes annexent Boz Pity afin de pouvoir lancer des offensives plus directes sur les frontières républicaines. La République contre-attaque alors et les Jedi Mace Windu, Obi-Wan Kenobi et Anakin Skywalker y sont envoyés pour commander un assaut spatial et terrestre, qui s'achève lorsque les séparatistes battent en retraite, Asajj Ventress étant en apparence morte.

## Bilan
La purge Jedi de la fin de la guerre permet d'exterminer presque tous les Jedi de la Galaxie. Seule une dizaine de survivants en réchappe, vivant dès lors dans la clandestinité. Rien que parmi les Jedi, la guerre des clones provoque ainsi environ 10 000 morts.
La destruction des installations de clonage de Kamino une fois la guerre finie représente aussi l'un des plus conséquents génocides causés par l'Empire galactique. Ainsi, ce qu'il reste des origines des soldats clones est totalement éradiqué.
Par ailleurs, du côté séparatiste, les dirigeants des plus grandes organisations de la Galaxie sont éliminés à l'issue de la guerre. Ainsi, les Jedi et les hommes d'affaires tués, il ne reste plus d'opposant potentiellement dangereux au chancelier suprême de la République, Palpatine.
Avec celui de Kamino, l'autre génocide notable dû à cette guerre est celui de Géonosis. Après la construction de l'Étoile de la mort, arme originellement prévue pour gagner la guerre des clones, Géonosis est empoisonnée afin d'en exterminer toute forme de vie. Cet événement connu sous le nom de « stérilisation de Géonosis » ajoute à lui seul aux victimes de la guerre 100 milliards de géonosiens ainsi morts.
Dans une échelle plus locale, l'ordre des Sœurs de la nuit de Dathomir est aussi fortement affecté par la guerre. En effet, après la trahison de son maître, Assaj Ventress, l'apprentie du comte Dooku, rejoint son peuple d'origine, les Soeurs de la nuit, et attire dessus la colère de la CSI. Le général Grievous y massacre alors durant la bataille de Dathomir ce peuple et en cause presque l'extinction. Cet ordre disparaît alors.
Une autre planète, Mandalore, voit aussi son histoire durablement bouleversée par la guerre. Le conflit permet en effet à Maul d'usurper le trône de Mandalore sans craindre la République, alors occupée à combattre la CSI. Une guerre civile déchire dès lors Mandalore en parallèle de la guerre des clones. Finalement, la guerre à Mandalore est gagnée par la République, ce qui permet l'installation durable de l'Empire et lance juste après une nouvelle guerre civile mandalorienne. Ces perturbations aboutissent quelques années plus tard à la Grande purge de Mandalore.
Le bilan est toutefois partiellement positif pour le Cartel hutt. En effet, les hutts utilisent la guerre des clones pour s'enrichir, vendant par exemple l'accès aux routes hyperspatiales qu'ils contrôlent. La séparation de la Galaxie en deux camps leur fournit avantageusement deux fois plus de clients.
Autre organisation criminelle majeure qui profite de cette guerre, le Syndicat pyke reste neutre, mais travaille aussi pour les Sith, ce qui lui permet à la fin de la guerre de bénéficier d'une position avantageuse. En outre, il utilise le chaos déclenché par la guerre pour se renforcer de son côté et former l'un des plus puissants groupes de la Galaxie.

## Conséquences
Une fois toute opposition éradiquée par la guerre des clones, le chancelier suprême Palpatine révèle son identité de Sith, Dark Sidious, publiquement. Accusant déjà les séparatistes d'être les ennemis, en tant que dirigeant de la République, il ajoute que les Jedi sont responsables de la chute de la République. Grâce à ce prétexte, il s'autoproclame Empereur et réforme la République galactique en Empire galactique, plongeant la Galaxie dans une période sombre sous un régime totalitaire.
Ce conflit que les Sith ont dominé et finalement gagné se conclut en outre par la dissolution de l'ordre Jedi. En effet, le temple Jedi de Coruscant est brûlé tandis qu'à travers la Galaxie l'ordre 66 est exécuté. Les quelques survivants doivent dès lors rester cachés et vivre dans la clandestinité.

## Concept et création
L'idée de guerre des clones figure pour la première fois dans le troisième script envisagé pour le film qui devient ensuite Un nouvel espoir. Dans cette troisième version, George Lucas mentionne le « journal de la guerre des clones » du général Kenobi.
Finalement, le concept de guerre des clones est bien mentionné dans Un nouvel espoir. Obi-Wan Kenobi y explique en effet que le père de Luke Skywalker y a participé. Dans la version française de ce premier film de la saga, le nom n'est pas traduit directement de « Clone Wars », le nom de « guerre noire » étant choisi lors de la traduction française.
Ensuite, pour L'Empire contre-attaque, Lucas envisage d'abord d'introduire un nouveau personnage qui serait un clone ayant combattu durant la guerre des clones. Il pense aussi à présenter Lando Calrissian comme un clone d'une planète de clones et qui a participé à la guerre des clones, en échappant de peu.
Au sujet de la transformation de la République galactique en dictature avec la guerre des clones, George Lucas affirme en 2002 :

« Toutes les démocraties deviennent des dictatures, mais pas par coup d'Etat. Le peuple donne sa démocratie à un dictateur, que ce soit Jules César, Napoléon ou Adolf Hitler.
Finalement, la population en général est d'accord avec l'idée. Quels genres de choses poussent les gens et les institutions dans cette direction ? C'est la question que j'ai explorée : comment la République devient l'Empire ? Comment une bonne personne devient mauvaise, et comment une démocratie devient une dictature ? »

Dans L'Attaque des clones, pour le commencement de la guerre des clones, la plus grande armée jamais créée numériquement pour un film apparaît pour l'occasion.
Pour La Revanche des Sith, George Lucas prévoit d'abord de montrer un aperçu de l'étendue de la guerre en mettant en scène sept batailles sur sept mondes différents. L'idée n'est finalement pas retenue pour l'introduction.

## Adaptations

### Télévision
Le film de 2008 The Clone Wars présente l'un des événements les plus notables du conflit : les négociations des deux belligérants pour former une alliance avec le Cartel hutt, qui contrôle alors une grande partie des routes de la Bordure extérieure. Le film est originellement conçu sous la forme d'un arc d'épisodes qui doit alors servir à commencer la série homonyme, jusqu'à ce que George Lucas décide de choisir plutôt le format d'un seul film qui enchaîne l'intrigue.
La guerre des clones est alors le thème principal de la série en 3D The Clone Wars, dont la publication des épisodes commence dès 2008. Cette série explore alors différentes facettes du conflit et des explications à des éléments des films comme l'ordre 66, jusqu'à proposer en conclusion un point de vue différent de celui qui est présenté dans La Revanche des Sith pour la fin de la guerre. Elle s'inscrit dans la continuité officielle de Star Wars.
Il s'agit aussi, plus tôt, de la série télévisée Clone Wars, dont les épisodes sortent de 2003 à 2005. Toutefois, cette série fait partie de la chronologie Légendes. Des personnages apparus dans les films, comme le général Grievous notamment, sont alors plus développés. Jusqu'à la septième saison de The Clone Wars, les deux séries peuvent cohabiter avec peu de contradictions. Cependant, elles se concluent différemment : selon Clone Wars, Anakin Skywalker et Obi-Wan Kenobi apprennent l'enlèvement de Palpatine du début de La Revanche des Sith après une mission sur Nelvaan, tandis que dans The Clone Wars Anakin en est informé peu avant un départ prévu pour Mandalore,.
Les trois épisodes de la première saison de la série télévisée Lego Star Wars de 2013 Les chroniques de Yoda se déroulent aussi durant la guerre des clones. Elle met en scène principalement l'opposition entre Yoda et Dark Sidious, ajoutant à l'intrigue un clone né d'une expérience de Sidious mais qui se retourne contre ses créateurs.

### Jeux vidéo
La guerre des clones sert de toile de fond au jeu de 2002 The New Droid Army. Le joueur y utilise le Jedi Anakin Skywalker peu après les événements de L'Attaque des clones. Il doit enquêter sur un nouveau type de droïde militaire développé par le comte Dooku.
La même année sort un jeu intitulé The Clone Wars. Le joueur participe alors à plusieurs batailles de la guerre, et utilise pour cela huit différents types de moyens de transport, tels un AT-XT Walker ou un maru, ainsi que des personnages comme Anakin.
Ce conflit figure aussi dans le jeu de tir à la première personne Republic Commando de 2005. Le joueur y incarne les clones de la Delta Squad, qui s'appellent Boss, Scorch, Fixer, et Sev, possédant chacun sa spécificité. Il participe ainsi à divers conflits de cette guerre,,.
Le jeu Duels au sabre laser, sorti en 2008, s'inscrit aussi dans la période de la guerre des clones. Il comprend des événements du conflit comme la capture de Rotta le hutt ou celle de Nute Gunray.
La même année, L'Alliance Jedi s'ajoute aux jeux vidéo qui représentent cette guerre. L'intrigue du jeu commence lorsque le conseil Jedi apprend qu'une cargaison de cristaux kyber a été volée par des pirates. Comme le nom du jeu l'indique, le joueur incarne des Jedi.
En 2009, le jeu Les Héros de la République permet aussi de prendre part à diverses batailles de la guerre des clones. Le joueur s'y sert de soldats clones, ainsi que de Jedi comme Anakin Skywalker, Ahsoka Tano ou Obi-Wan Kenobi.
En 2010, le jeu Clone Wars Adventures est mis en vente. Le joueur utilise cette fois un padawan au cours de divers mini-jeux.

### Littérature
La guerre des clones est représentée dans la première moitié du roman de 2016 Catalyseur. Ainsi, le début du chantier de l'Étoile de la mort et l'ascension parallèle d'Orson Krennic en étant le sujet principal, l'intrigue comprend des événements à Géonosis après la seconde bataille sur cette planète. Une bataille, celle de Grange, est en outre introduite.
Il s'agit aussi de la période dans laquelle s'inscrit le roman de 2017 Sombre apprenti. Ici, l'attention est portée plus particulièrement sur un Jedi, Quinlan Vos, et sur l'ancienne apprentie Sith Asajj Ventress, après qu'elle est devenue chasseuse de primes après une trahison du comte Dooku. L'histoire alors racontée reprend en partie l'un des arcs originellement prévus pour la sixième saison de The Clone Wars avant le rachat de Lucasfilm par The Walt Disney Company.

### Figurines
Des entreprises fabriquant des figurines Star Wars commercialisent des représentations de la guerre des clones.
Lego produit plusieurs dizaines de boîtes qui représentent des instants de batailles de ce conflit. Il s'agit alors souvent de figurines de vaisseaux ou de véhicules terrestres utilisés par la République ou les séparatistes. Plusieurs sets reconstituent la bataille de Géonosis.
Funko produit des figurines pop de protagonistes majeurs de cette guerre, comme par exemple Ahsoka Tano, dont la figurine est vendue sous les numéros respectifs 268 et 272, « Ahsoka »,.
Hasbro produit dans le cadre de sa collection Black Series des figurines représentant quatre personnages qui participent à la guerre des clones : Anakin Skywalker, Obi-Wan Kenobi et les soldats clones Hawk et Echo.

## Réception
L'utilisation de clones comme soldats des protagonistes de la guerre des clones surprend dès L'Attaque des clones. En effet, elle contredit les spéculations qui considèrent que les clones pourraient plutôt être des antagonistes dès leur introduction dans Star Wars. L'écrivain Timothy Zahn qualifie cette réaction de « merveilleusement aveugle »,.

## Analyse
Dans l'ensemble, la guerre des clones semble chercher à démontrer l'utilité purement néfaste du conflit, qui ne profite alors qu'aux mauvais. Ainsi, la réplique de Dark Sidious « Tout se passe comme prévu » au commencement de la guerre des clones témoigne de cet avantage apporté au mal par la guerre, en écho à la réplique de Yoda « Personne par la guerre ne devient grand », phrase qui signifie que la guerre signifie s'entre-tuer et qu'elle ne permet pas pour autant d'acquérir plus de sagesse, un élément par exemple qui rendrait quelqu'un « grand ».
George Lucas présente dans sa saga un certain nombre de références historiques aux guerres civiles et aux chutes de gouvernements corrompus et ajoute que la saga semble prévenir face à certaines actions des démocraties de la réalité comme les États-Unis, donnant comme similitudes notables les entreprises étendues, la peur du terrorisme et les guerres préventives. La guerre des clones est comparée à de nombreux conflits historiques. Du fait de leur proximité avec les États-Unis de l'histoire contemporaine, les guerres du Viêt Nam puis d'Irak sont rapprochées en priorité des conflits mis en scène dans la saga. En effet, quoique le scénario ait été écrit avant le mandat de George W. Bush, la guerre des clones et sa conclusion est parfois comprise comme une critique de la politique américaine et notamment celle de Bush. La guerre de Sécession possède aussi des similitudes avec celle des clones, avec une victoire sur une Confédération qui tente de faire sécession. L'ordre 66 est aussi rapproché de la Nuit des Longs Couteaux ou à la décision du pape contre les Templiers de 1307,,,.
Avec la République, la guerre des clones peut être interprétée comme une critique du système politique américain entre autres. En effet, elle permet de montrer la transformation d'une démocratie en dictature, bouleversement, du fait de la présence d'une sorte de Côté obscur : les émotions et pensées individuelles. Par ailleurs, le personnage manipulateur de Palpatine est décrit par Obi-Wan Kenobi dans L'Attaque des clones comme capable d'utiliser « les passions et les préjugés » des politiciens : Palpatine semble être une allégorie représentant ce Côté obscur en plus de montrer une figure politique qui profite des crises, accumulant de la puissance au fur et à mesure. Dooku sert quant à lui de dirigeant qui cherchait une politique idéale mais qui est corrompu par son but et il montre le basculement vers le Côté obscur de l'un des individus les plus intelligents et les plus influents. La suppression de Kamino des archives Jedi préalablement à la guerre des clones montre aussi que les Jedi eux-mêmes se font coupables de leur propre perte. Ainsi, un système démocratique en apparence idéal s'avère posséder une multitude de failles. Par ailleurs, le fonctionnement de la République se rapproche de celui des États-Unis, avec un sénat et des régions fédérées mais dotées d'une certaine autonomie,,,.
Côté séparatiste, la guerre des clones peut être interprétée comme une critique du système économique américain entre autres. En effet, la CSI se compose en effet de groupes économiques privés, comme la Fédération du commerce, la Guilde du commerce ou le Clan bancaire intergalactique. Ainsi, ce conflit met en évidence des défauts du capitalisme à outrance. La présence de trois peuples en particulier, ceux de la Fédération du commerce, de Kamino et de Géonosis, permet en outre de représenter ceux qui profitent de la guerre pour vendre plus. En outre, Géonosis, sur laquelle la guerre des clones commence, est rapprochable à une représentation d'un enfer, du fait de la coloration rouge et de la morphologie des géonosiens. D'autres entreprises qui profitent de la guerre, comme les chantiers navals de Kuat, sont présentes quoique moins mises en avant. Outre le rapport à la guerre de certaines entreprises, ce conflit fictif explore aussi la question des libertés de multinationales qui peuvent déborder des lois étatiques, en l'occurrence de la République : la CSI est créée comme pour permettre de faciliter la fraude fiscale,,,.
Les deux armées qui s'y opposent revêtent aussi une symbolique. L'armée clone permet de questionner sur la bioéthique. En effet, ces soldats sont certes créés artificiellement, mais ils sont humains, et subissent des modifications comme le vieillissement accéléré ou la puce inhibitrice sans leur consentement. Le choix de l'armée de clones fait ainsi écho aux débats des années 1990 sur le clonage humain. L'armée droïde renforce l'idée de suppression de libre arbitre dans un régime totalitaire en représentant des soldats qui obéissent et ne font que travailler sans objection. L'homme obéissant inconditionnellement à son gouvernement permet ainsi de représenter l'une des bases qui permettent la création d'un régime totalitaire, mais en plus ces deux armées sans individualité permise permettent aussi de soulever la question des enjeux des progrès technologiques. Ainsi, ces deux armées purement industrielles, chacune à sa façon, mais avec de nombreux points communs, permettent de soutenir une thèse implicite récurrente dans Star Wars qui présente l'industrie comme un potentiel ennemi et l'ennemi comme un produit de l'industrie,.
La place de l'armée dans ce conflit et son cas particulier permettent aussi d'aborder d'autres questions de la légitimité du devoir militaire avec l'intervention d'un déserteur de l'armée clone ou du sacrifice militaire (de soi-même ou de ses troupes). Toujours dans l'idée des droits en tant de conflit, la guerre des clones évoque aussi le risque de l'utilisation d'armes biologiques,.
Par ailleurs, bien que des antagonistes soient présentés dans les deux camps qui s'opposent durant la guerre des clones, la présence de sénateurs bien intentionnés, autant du côté républicain que du côté séparatiste, permet de mettre en évidence l'inexactitude d'une vision manichéenne d'un conflit, tout en évoquant la complexité du lien entre le peuple et ses représentants.
Ce conflit montre aussi qu'à l'échelle mondiale il peut devenir impossible de rester neutre. La guerre des clones offre ainsi une vision de la situation d'autres individus en temps de guerre, comme les civils, les résistants locaux ou les mercenaires,.

## Postérité
Selon le site Internet Comic Book Resources, la scène de l'exécution des dirigeants de la CSI, un des éléments majeurs de la conclusion de la guerre des clones, est référencée dans le comics Star Wars : Dark Vador #17. Dans ce comics, Dark Vador, considérant encore un accord arrivé à son terme, massacre les membres du Conseil hutt comme auparavant ceux du Conseil séparatiste.
Le succès de la série télévisée de 2019 The Mandalorian semble avoir créé un intérêt pour la période de la guerre des clones chez les spectateurs qui découvrent l'univers étendu de Star Wars avec cette série. En effet, l'apparition dans The Mandalorian d'Ahsoka Tano et de Bo-Katan Kryze, personnages notables de ce conflit, amène les spectateurs à s'intéresser aux événements précédents cette série pour en savoir plus sur ces protagonistes. Peu après, la sortie de la série télévisée The Bad Batch accroît l'intérêt porté sur la guerre des clones, notamment parce que les protagonistes de cette série sont des soldats clones formant le Bad Batch, et qu'en outre l'histoire de l'un d'eux, Echo, est particulièrement développée dans des médias relatifs à la guerre des clones. Ensuite, la série télévisée Le Livre de Boba Fett poursuit, continuant de s'appuyer sur des éléments relatifs à la guerre des clones.

### Réutilisation du nom
L'expression « guerre des clones » est parfois utilisée dans un contexte extérieur à celui de l'univers Star Wars, mais en référence à l'événement fictif.
France Inter, dans l'un de ses articles, surnomme de cette façon la lutte entre les réseaux sociaux comme Facebook et Twitter, illustrée en 2021 par le développement de fonctionnalités clonées sur le système proposé par Clubhouse.
Un article sur HAL qui traite des cancers reprend aussi cette expression pour désigner un processus qui permet la survenue d'un cancer et qui peut servir de piste dans la recherche de soins pour.